# 四條站
四條站（日语：／ Shijō eki */?）是位於日本京都府京都市下京區，屬於京都市營地下鐵烏丸線的鐵路車站。車站編號是K09。

## 歷史
- 1981年（昭和56年）5月29日：烏丸線的北大路－京都間開業之際設置開業[1]。
- 2015年（平成27年）10月10日：始發列車起烏丸線月台開始使用月台閘門[2]。

## 車站構造

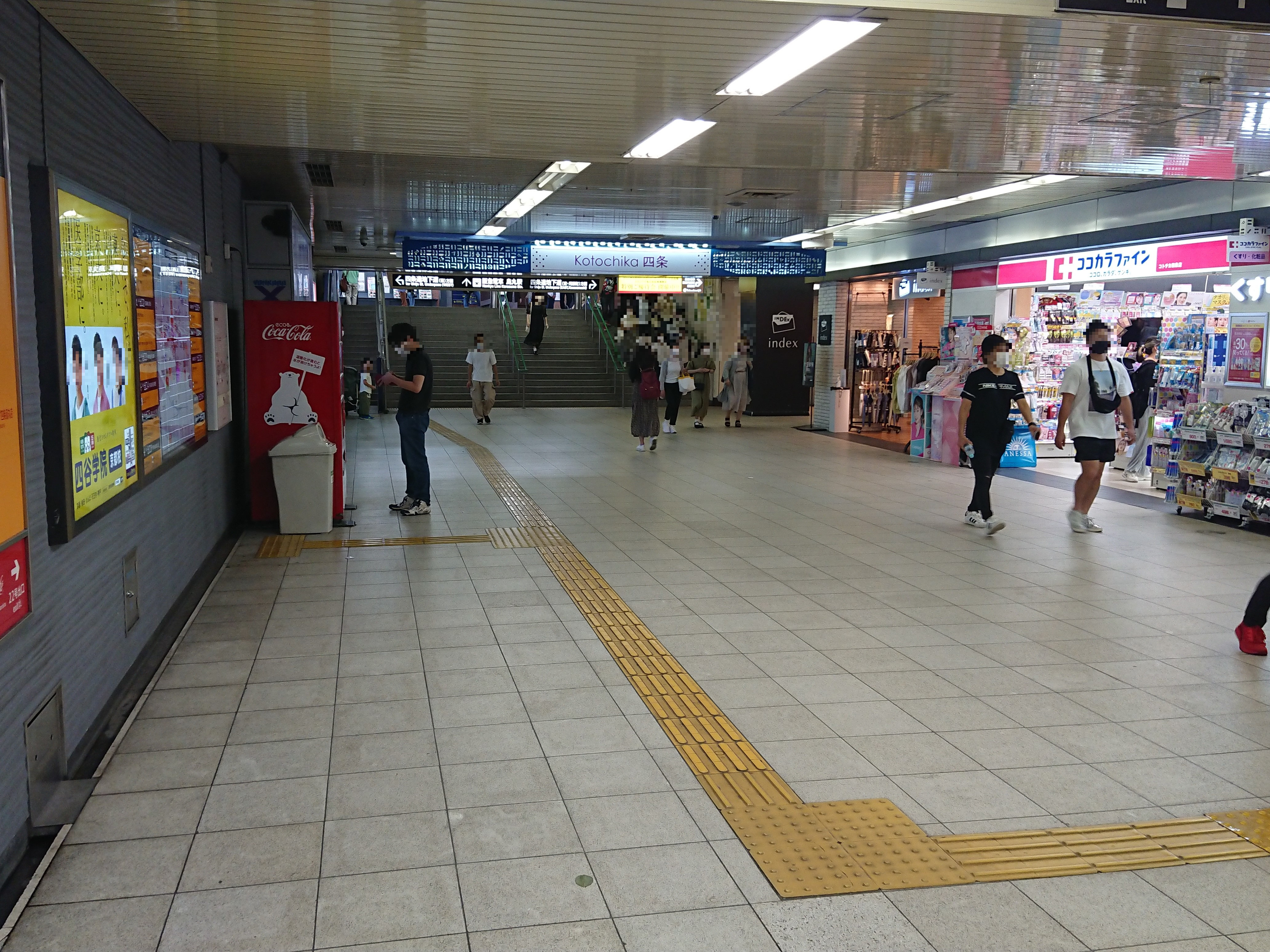
連接阪急京都線的的車站大廳（2021年6月）

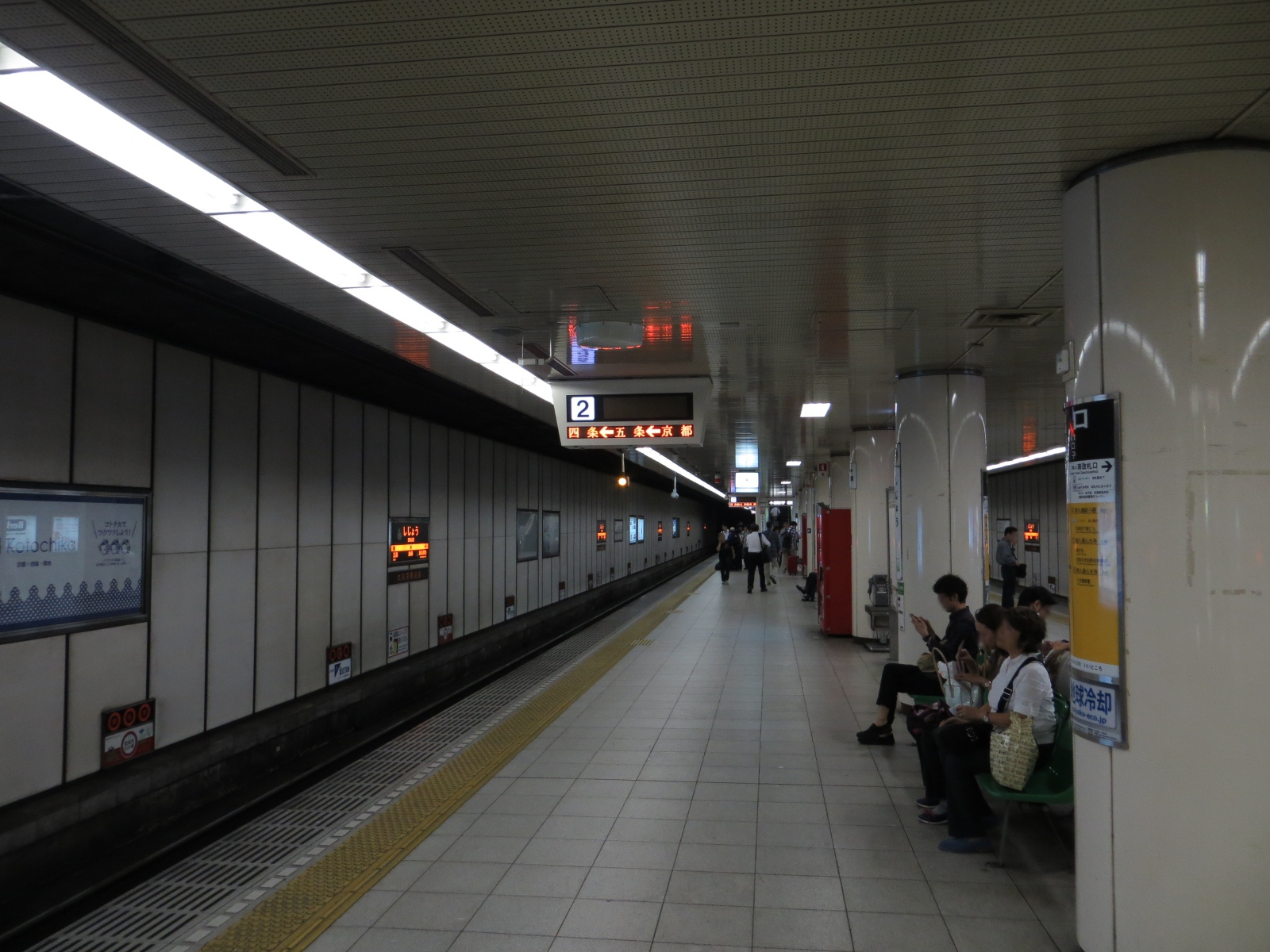
月台（2014年6月）

本站為島式月台1面2線的地底車站，並且位於國道367號（烏丸通）的地下，鄰近四條烏丸交差點的南側。

### 月台配置
| 月台 | 路線   | 方向 | 目的地                         |
| ---- | ------ | ---- | ------------------------------ |
| 1    | 烏丸線 | 下行 | 京都、竹田、近鐵奈良方向       |
| 2    | 烏丸線 | 上行 | 烏丸御池、北大路、國際會館方向 |

## 利用狀況
2016年（平成28年）度的1日平均上下車人次為97,980人。此數值是京都市營地下鐵所有車站當中僅次於京都站排行第2多。
各年度的1日平均上車、上下車人次如下表。
| 年度               | 1日平均 上下車人次 | 1日平均 上車人次 |
| ------------------ | ------------------ | ---------------- |
| 1998年（平成10年） |                    | 45,329           |
| 1999年（平成11年） | 88,588             | 44,117           |
| 2000年（平成12年） | 88,636             | 44,176           |
| 2001年（平成13年） | 90,941             | 45,355           |
| 2002年（平成14年） | 91,052             | 45,373           |
| 2003年（平成15年） | 91,477             | 45,554           |
| 2004年（平成16年） | 90,148             | 44,867           |
| 2005年（平成17年） | 89,765             | 44,723           |
| 2006年（平成18年） | 89,032             | 44,350           |
| 2007年（平成19年） | 88,811             | 44,176           |
| 2008年（平成20年） | 86,877             | 43,354           |
| 2009年（平成21年） | 84,663             | 42,195           |
| 2010年（平成22年） | 85,796             | 42,853           |
| 2011年（平成23年） | 87,097             | 43,499           |
| 2012年（平成24年） | 88,519             | 44,207           |
| 2013年（平成25年） | 91,126             | 45,515           |
| 2014年（平成26年） | 94,111             | 47,003           |
| 2015年（平成27年） | 97,000             | 48,453           |
| 2016年（平成28年） | 97,980             | 48,941           |

## 相鄰車站
京都市交通局（京都市營地下鐵）
 烏丸線
烏丸御池（K08）－四條（K09）－五條（K10）

## 外部連結
- 四條站（页面存档备份，存于） - 京都市交通局